# Máquina de venda automática reversa

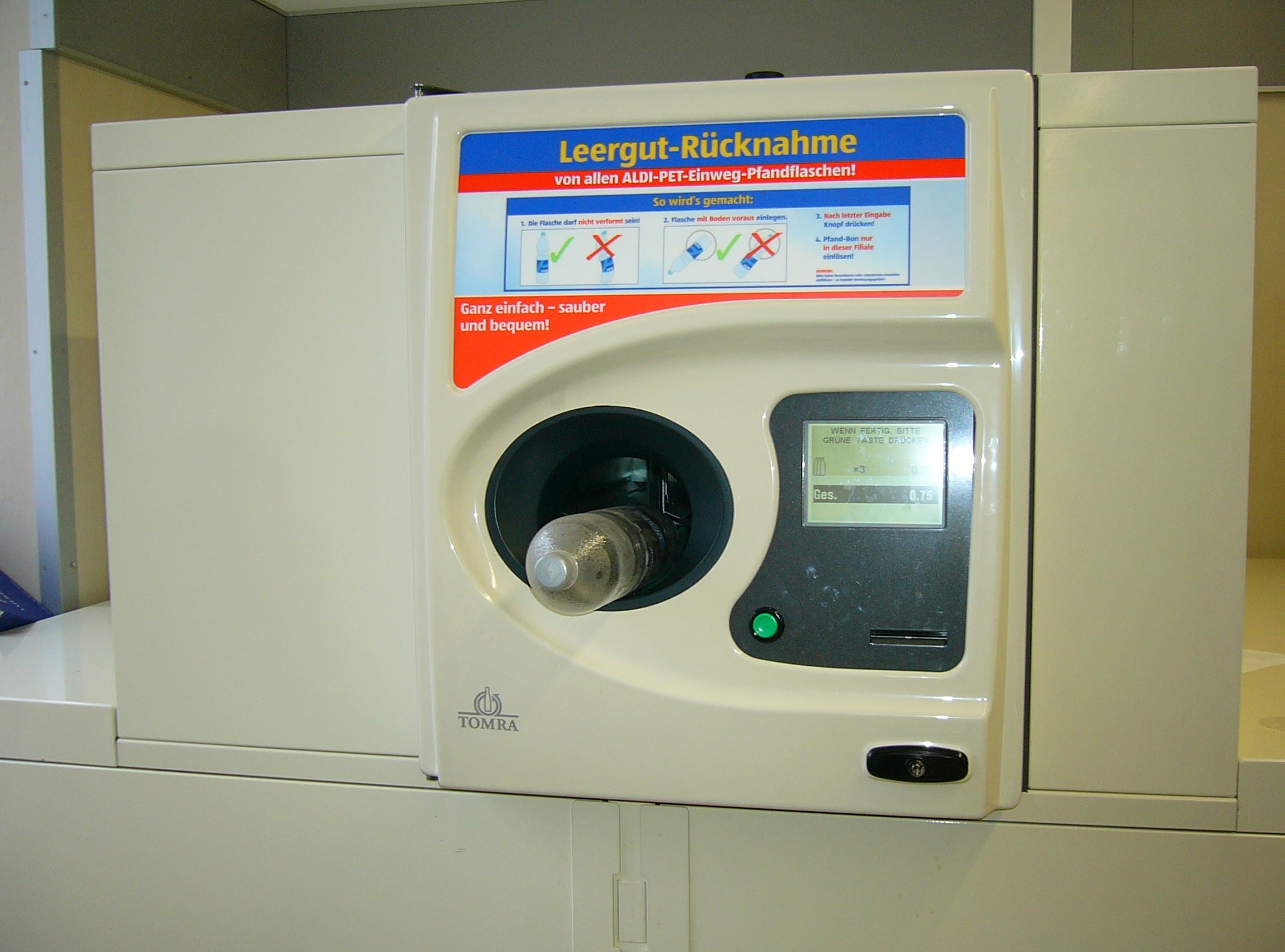
Máquina de venda automática reversa em um supermercado Aldi em Munique, Alemanha

Uma máquina de venda automática reversa é um dispositivo que aceita recipientes de bebidas usados (vazios) e devolve o dinheiro ao usuário. As máquinas são populares em locais que possuem leis de reciclagem obrigatórias ou legislação de depósito de contêineres. Em alguns lugares, como nos Estados Unidos, os engarrafadores pagaram fundos para um pool centralizado a ser desembolsado para as pessoas que reciclaram os contêineres. Quaisquer fundos excedentes deveriam ser usados para limpeza ambiental geral, enquanto os distribuidores e engarrafadores obtinham lucro sempre que os consumidores deixavam de devolver os recipientes de bebidas. Em outros lugares, como a Noruega, o estado exigiu que um fornecedor pague pelas garrafas recicladas, mas deixou o sistema nas mãos da indústria privada. Na Finlândia, um imposto especial de consumo é cobrado sobre recipientes de bebidas que não pertencem a um sistema de depósito de recipientes.

## Operação
O reciclador coloca a garrafa ou lata vazia na abertura de recebimento; o sistema de alimentação horizontal permite que o usuário insira os recipientes um de cada vez. (Um sistema alternativo, encontrado em muitas máquinas mais antigas, é aquele em que o usuário abre uma porta com a mão e coloca o recipiente vazio em uma panela. Quando a porta é liberada e fechada, o processo continua.) A garrafa ou lata é girada automaticamente; a garrafa / lata é então digitalizada por um scanner UPC omnidirecional, que verifica o UPC do recipiente de bebida. Alguns sistemas usam a forma do recipiente, estampagem, material ou outros parâmetros de identificação para comparar o recipiente com o banco de dados, além ou em vez do código de barras. A Inteligência Artificial foi introduzida com as máquinas como uma nova camada de reconhecimento em vez de outros módulos de identificação.
Uma vez que um recipiente é escaneado, identificado (combinado com o banco de dados) e determinado como um recipiente participante, ele é processado e tipicamente triturado (para recipientes de uso único) para reduzir seu tamanho, evitar derramamentos de líquido e aumentar a capacidade de armazenamento. Os recipientes recarregáveis são recolhidos e separados manualmente para serem devolvidos à empresa de engarrafamento.

## História
A primeira patente de uma "Máquina para devolução e manuseio de garrafas" foi registrada nos Estados Unidos em 1920. A primeira patente de uma “Máquina de devolução e manuseio de recipientes vazios” com mecanismo de devolução de moedas foi registrada na América em 13 de setembro de 1920 por Elmer M Jones e Sue Walker Vance. A primeira máquina de devolução de garrafas em funcionamento foi inventada e fabricada pela "Wicanders" da Suécia, utilizada no final dos anos 1950. Em 1962, uma avançada máquina automática de devolução de garrafas foi projetada por Aage Tveitan e fabricada na Noruega por sua empresa Arthur Tveitan ASA. A primeira máquina de devolução de garrafas em funcionamento foi inventada e fabricada pela Wicanders da Suécia, utilizada no final dos anos 1950. Em 1962, uma avançada máquina automática de devolução de garrafas foi projetada por Aage Tveitan e fabricada na Noruega por sua empresa Arthur Tveitan AS. A primeira máquina 3 em 1 foi inventada em 1994 por Kansmacker e ainda está em operação hoje em Detroit, Michigan. 